# 卡伊·莱奥·约翰内森
卡伊·莱奥·霍爾姆·约翰内森（1964年8月28日—），法罗群岛足球运动员，政治人物。2008年9月至2015年9月担任法罗群岛總理。

## 个人生平
约翰内森曾是一名足球运动员。1991-1992年间为法罗群岛足球代表队主力门将。2008年，接替约安内斯·埃德斯加德担任总理一职。